# Exposed (émission de télévision)
Pour les articles homonymes, voir Exposed.
Exposed est une émission de télévision américaine de speed-dating dans laquelle 2 prétendants seront analysés par un détecteur de mensonges. Elle a été diffusée du 1er janvier 2007 à 2008 sur MTV.
En France, l'émission a été diffusée sur MTV France, puis sur Europe 2 TV devenue Virgin 17, puis Direct Star.
L'émission représente les différentes communautés : hétérosexuelle et homosexuelle. Des émissions spéciales peoples ou pour l'évènement Speak Break ont été diffusées.

## Principe de l'émission
Son format est original avec l'utilisation du détecteur de mensonge : Next, qui n'a pas de détecteurs de mensonges, a été créé par les mêmes que ceux qui ont créé Exposed.
L'émission a abordé différentes fêtes comme le Spring Break aux États-Unis. L'émission commence toujours par la description du candidat ou de la candidate et de l'ami(e) qui espionne qui soufflera tout ce que les prétendants disent si c'est vrai ou si c'est faux, puis de la vidéo de chaque prétendants, puis de la rencontre entre les 2 prétendants tournant le dos au candidat. Dans cette émission pas d'argent à gagner mais dire la vérité est le plus essentiel. Les principes pour départager semblent les mêmes que pour Next sans le "Next" crié au candidat cependant, un tête à tête est proposé aux 2 prétendants séparément. La révélation finale lorsque le candidat avoue que les 2 prétendants ont été piégés (Exposed : en anglais). Le doute planant, le candidat décide alors aux prétendants s'ils veulent modifier ce qu'ils ont dit. Le candidat retourne dans un camion masqué par un dessin faisant penser à un camion pour lutter contre les insectes, analyse, puis revient donner sa décision. Dans de rares cas le candidat n'a souhaité choisir personne.